# Silvio Spann
Silvio Spann, trinidadski nogometaš, * 21. avgust 1981, Couva, Trinidad in Tobago.
Za reprezentanco Trinidada in Tobaga je odigral 41 uradnih tekem in dosegel dva gola.